# Скидова долина
Ски́дова доли́на — річкова долина, закладання якої наперед визначене скидом, тобто порушенням первинного залягання верств гірських порід із розривом їхньої суцільності. Скидова долина є одним з видів тектонічних долин.